# Jahmal McMurray
Jahmal McMurray (Topeka, Kansas, 23 de febrero de 1997) es un baloncestista estadounidense que pertenece a la plantilla del MKKS Zak Koszalin de la I Liga, la segunda división polaca. Con 1,83 metros de estatura, juega en la posición de escolta.

## Trayectoria deportiva

### Universidad
Jugó una temporada con los Bulls de la Universidad del Sur de Florida, en la que promedió 15,2 puntos, 2,8 rebotes y 2,5 asistencias por partido, por lo que fue incluido en el mejor quinteto de roookies de la American Athletic Conference. McMurray fue suspendido por los primeros seis partidos de su segunda temporada por una violación de las reglas del equipo, y jugó en tres partidos antes de decidir ser transferido. Tras un breve paso por un junior college, se decidió por los Mustangs de la Universidad Metodista del Sur.
Jugó dos temporadas más en su nuevo equipo, en las que promedió 16,7 puntos, 2,5 rebotes y 2,2 asistencias por encuentro. En la última de ellas fue incluido en el segundo mejor quinteto de la AAC.

### Profesional
Tras no ser elegido en el draft de la NBA de 2019, sí lo fue en el Draft de la NBA G League de 2019, en el puesto 21 por los Northern Arizona Suns, quienes ese mismo día los traspasaron a los Long Island Nets. Allí jugó doce partidos en los que promedió 8,2 puntos y 1,6 rebotes, antes de ser despedido en el mes de diciembre.
En enero de 2020 fue reclamado por los Texas Legends, con los que llegó a disputar nueve encuentros, promediando 6,6 puntos y 2,7 asistencias, antes de ser cortado a finales del mes de febrero.